# أوغست كروغ
شاك أَوغست شتينبرغ كْروغ (بالإنجليزية: Schack August Steenberg Krogh) ـ (15 نوفمبر 1874 ـ 13 سبتمبر 1949) أستاذ جامعي دانمركي نصف غجري (كانت أمه غجرية)، كان أستاذاً لفسيولوجيا الحيوان في جامعة كوبنهاغن بين عامي 1916 و1945. كانت له اكتشافات بارزة في مجال علم وظائف الأعضاء، وعرف باكتشافه مبدأ كروغ حصل على جائزة نوبل في الطب عام 1920 لاكتشافه آلية تنظيم عمل الشعيرات الدموية في العضلات الهيكلية.
كان كروغ من رواد الدراسات الفسيولوجية المقارنة للحيوان، وضع رسالة عن التنفس عبر الجلد والرئتين في الضفادع كان عنوانها «التبادل التنفسي في الحيوانات» سنة 1915. ثم شرع في دراسة توازن الماء والإلكتروليتات في الحيوانات المائية، ونشر كتابيه «التنظيم الأسموزي» (1939) و«الفسيولوجيا المقارنة لآليات التنفس» (1941). كما نشر كروغ أكثر من 200 ورقة بحثية في الدوريات العلمية العالمية، وابتكر العديد من الأجهزة العلمية ذات النفع العملي، مثل مقياس التنفس وجهاز لقياس المعدل الأيضي القاعدي.
استحضر كروغ الإنسولين إلى الدنمرك بعد فترة وجيزة من اكتشافه سنة 1922 على يد نيكولاي باوليسكو، وقد أسهم ـ مع هاغيدورن ـ بإنجازات بارزة في تمكين الدنمرك من إنتاج الإنسولين باستخدام مستخلص الهرمون المأخوذ من بنكرياس الخنزير عن طريق الإيثانول، وقد أجرى كروغ العديد من أبحاثه بالتعاون مع زوجته ماري كروغ (1874-1943)، التي كانت هي الأخرى عالمة مرموقة.
قام كروغ في سنة 1910 بتأسيس أول مختبر لفسيولوجيا الحيوان بجامعة كوبنهاغن في منزل صغير بوسط كوبنهاغن، وقد توسع المختبر سنة 1928 بعد أن نُقل إلى مبنى جديد سمي «مجمع روكفلر» (نظراً لأنه مول من مؤسسة روكفلر). كما احتوى المبنى أيضاً على معهد الفسيولوجيا والفيزياء الطبية ومعهد نظريات الفسيولوجيا الرياضية. أما اليوم فقد نقلت أقسام فسيولوجيا الحيوان وفسيولوجيا المجهود الرياضي وبعض التخصصات الفرعية في مجال الكيمياء الحيوية بكلية العلوم إلى معهد أوغست كروغ، الذي افتتح مبناه سنة 1970.
أنجب أوغست وماري كروغ أربعة أبناء ولدت صغراهم (واسمها بوديل) سنة 1918، وكانت طبيبة أسنان وزوجة لعالم وظائف الأعضاء البارز كنوت شميدت-نيلسن.

## روابط خارجية
- أوغست كروغ على موقع الموسوعة البريطانية (الإنجليزية)
- أوغست كروغ على موقع مونزينجر (الألمانية)
- أوغست كروغ على موقع إن إن دي بي (الإنجليزية)